# مانويل سانشيز (تنس)
مانويل سانشيز (بالإسبانية: Manuel Sánchez Montemayor)‏ مواليد 5 يناير 1991 في ولاية سان لويس بوتوسي، هو لاعب كرة مضرب مكسيكي ويحتل حالياً المرتبة رقم. 574 في تصنيف رابطة محترفي كرة المضرب. أعلى تصنيف له في الفردي كان المركز الـ 511 في سنة 2011. أعلى تصنيف له في الزوجي كان 560.

## روابط خارجية
- مانويل سانشيز على موقع رابطة محترفي التنس (الإنجليزية)
- مانويل سانشيز على موقع الاتحاد الدولي لكرة المضرب (الإنجليزية)
- مانويل سانشيز على موقع خلاصة التنس.كوم (الإنجليزية)